# Santo António das Areias

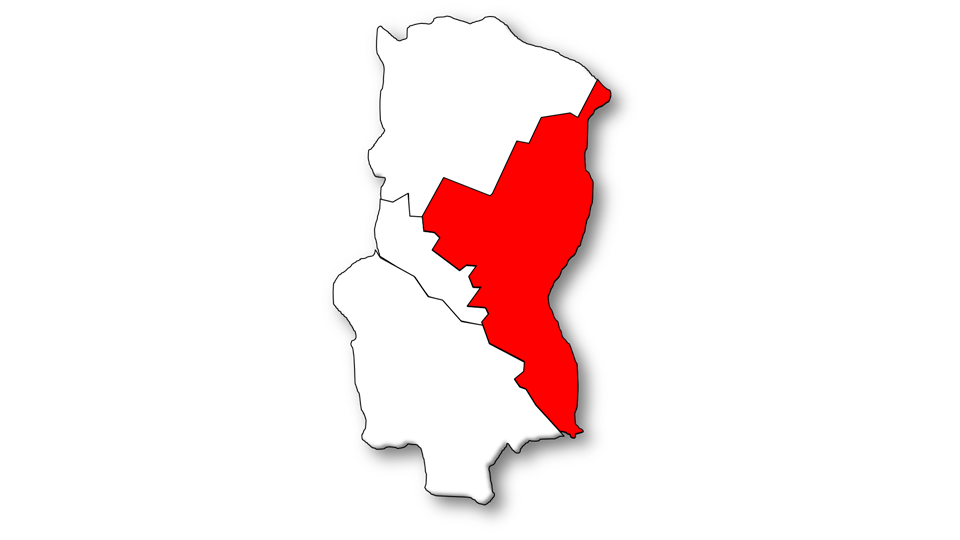
Localização no Município de Marvão

Santo António das Areias é uma povoação portuguesa sede da Freguesia de Santo António das Areias do Município de Marvão, freguesia com 35,91 km² de área e 961 habitantes (censo de 2021) tendo, por isso, uma densidade populacional de 26,8 hab./km²

## Demografia
Nota: Com lugares desta freguesia foi criada, pelo decreto-lei nº 33.729, de 24/06/1944, a freguesia de Beirã.
A população registada nos censos foi:
| Distribuição da População por Grupos Etários | Distribuição da População por Grupos Etários | Distribuição da População por Grupos Etários | Distribuição da População por Grupos Etários | Distribuição da População por Grupos Etários |
| -------------------------------------------- | -------------------------------------------- | -------------------------------------------- | -------------------------------------------- | -------------------------------------------- |
| Ano                                          | 0-14 Anos                                    | 15-24 Anos                                   | 25-64 Anos                                   | > 65 Anos                                    |
| 2001                                         | 149                                          | 142                                          | 610                                          | 360                                          |
| 2011                                         | 100                                          | 101                                          | 564                                          | 337                                          |
| 2021                                         | 81                                           | 78                                           | 462                                          | 340                                          |

## Equipamentos
- Praça de Toiros de 3ª Categoria onde se realiza anualmente uma corrida de toiros à portuguesa.
- Igreja
- Pavilhão
- Campo de jogo do clube local, (o Grupo Desportivo Arenense)
- Ninho de Empresas
- Escola com limite até ao 2º ciclo
- Lar para pessoas da 3ª idade
- Zona Industrial (em desenvolvimento)
- Farmácia
- Piscina Municipal
- Bombeiros Voluntários de Marvão
- Hotel O Poejo
- Miradouro

## Lugares
Além da sede, a Freguesia de Santo António das Areias agrega os seguintes lugares:
- Ponte Velha
- Abegoa
- Água da Cuba
- Cabeçudos
- Ramila de Baixo
- Ranginha
- Relva da Asseiceira